# La Concepción, Honduras
La Concepción är en ort i Honduras.   Den ligger i departementet Departamento de Olancho, i den centrala delen av landet, 130 km nordost om huvudstaden Tegucigalpa. La Concepción ligger 645 meter över havet och antalet invånare är 1 985.
Terrängen runt La Concepción är huvudsakligen kuperad, men åt sydost är den platt. Runt La Concepción är det ganska glesbefolkat, med 45 invånare per kvadratkilometer. Närmaste större samhälle är Juticalpa, 4,0 km söder om La Concepción. Omgivningarna runt La Concepción är en mosaik av jordbruksmark och naturlig växtlighet.